# BTR-152
Il BTR-152 (in russo БТР-152, Бронетранспортер? o Bronetransportyor, "trasportatore corazzato") è stato ed è ancora un semplice veicolo ricavato dallo chassis di un autocarro medio 6x6, con un guscio corazzato abbastanza spesso da proteggere contro il fuoco delle armi leggere, ma anche relativamente leggero da non impedire il movimento fuoristrada. Apparentemente esso è una sorta di semicingolato M3 con una struttura interamente ruotata invece che semicingolata (ruote per la direzione, cingoli per la trazione). Venne sostituito dal BTR-60.

## Sviluppo
La BTR-152 rappresentò uno dei primi tentativi sovietici di realizzare un proprio veicolo corazzato per il trasporto della fanteria. Il suo sviluppo iniziò nel novembre del 1946 e venne portato avanti da B.M. Fitterman, progettista presso la ZiS.
Il veicolo entrò in servizio il 24 marzo del 1950. Il telaio e il motore erano quelli dell'autocarro ZiS 151. Nonostante il motore fosse stato potenziato a causa del maggiore carico del mezzo, il BTR-152 rivelò una mobilità insufficiente.
Furono apportati diversi miglioramenti durante la produzione e molti dei difetti del mezzo vennero eliminati. Venne introdotta una piastra corazzata che copriva la parte superiore del compartimento posteriore e venne migliorata la mobilità.
Venne anche introdotto un sistema di regolazione della pressione degli pneumatici in modo da ottimizzare la mobilità su terreni soffici. La produzione si concluse nel 1962 dopo la costruzione di 15.000 esemplari.
Nell'Armata Rossa il veicolo cominciò a venire sostituito a partire dalla metà degli anni sessanta e il suo ritiro dalla prima linea si completò agli inizi degli anni settanta. In seguito venne utilizzata in altri ruoli quali ambulanza, stazione radio mobile e veicolo comando fino al suo ritiro definitivo avvenuto nel 1993.

## Tecnica

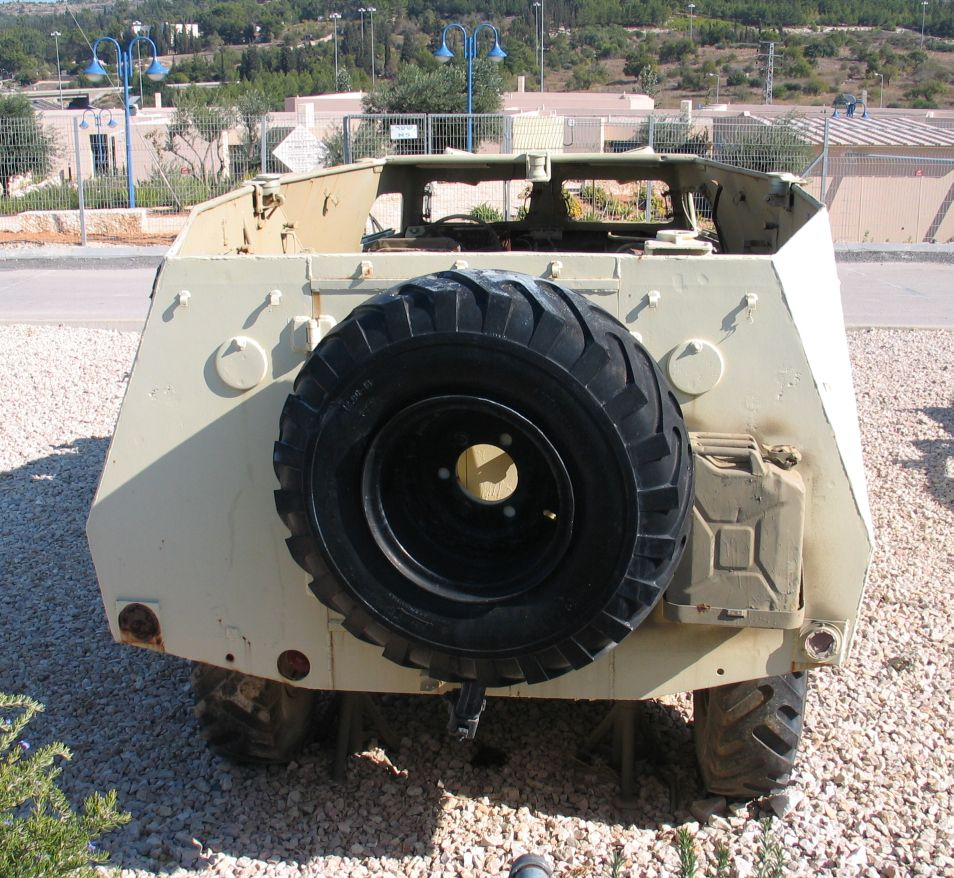
La semplice struttura aperta della carrozzeria, vista da dietro

La BTR-152 è un veicolo corazzato di costruzione interamente metallica. Lo scafo è ottenuto per saldatura ed è caratterizzato, in molte versioni, dall'assenza di un tetto. Lo spessore della corazzatura varia tra i 13,5 mm delle piastre frontali, ai 9 mm delle corazze laterali per finire con i 4 mm della zona posteriore. Alcuni esemplari sono dotati di un verricello anteriore della portata di 5.000 kg e con un cavo di circa 70 m.
Anteriormente si trovano il compartimento guida e il motore. Il guidatore siede, guardando dall'interno del mezzo, a sinistra mentre il comandante è a destra. In questo modo si è riusciti a creare un ampio spazio utilizzato per realizzare il compartimento di trasporto. Il radiatore è protetto da una corazzatura a più elementi, la si può definire a persiana, che può essere completamente chiusa durante i combattimenti mentre il compartimento di guida è protetto da una corazzatura superiore.
Il compartimento di carico, che prende tutta la zona posteriore, è a cielo aperto e di solito viene protetto con teloni o altri sistemi spesso dotazione standard del mezzo. Si accede a questo compartimento da una doppia porta posteriore. Su ogni lato del mezzo sono presenti tre piccoli portelli che permettono di fare fuoco dall'interno. Altri due portelli sono posizionati nella corazzatura posteriore.

## Versioni

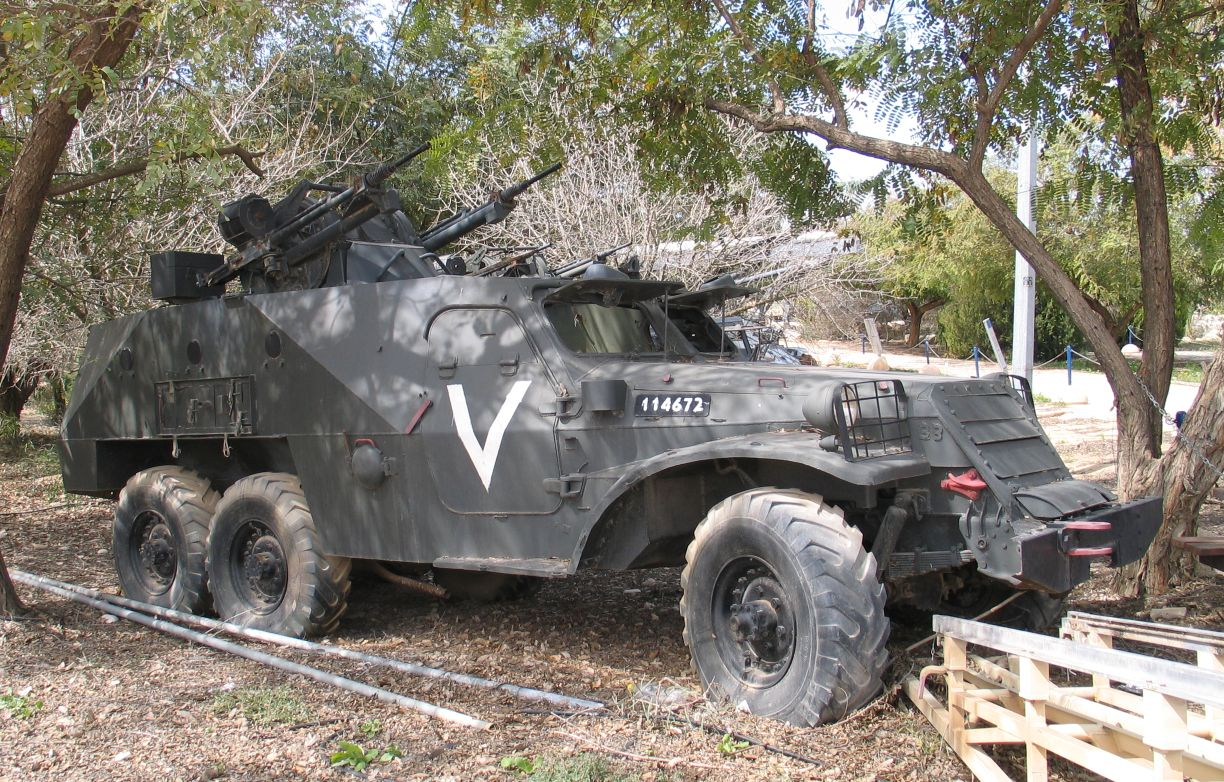
Il BTR è stato usato anche dagli Israeliani, in questo esempio come vettore di un impianto binato contraerei TCM-20

- BTR-152: Versione standard del veicolo.
  - BTR-152A: Versione realizzata nel 1951 come veicolo antiaereo o di supporto. Era armato con una coppia (ZPTU-2) o con quattro (ZPTU-4) mitragliatrici KPV da 14,5 mm
  - BTR-152S: Veicolo comando.
  - BTR-152B: Versione prodotta nel 1952 e dotata di verricello.
- BTR-152V: Versione realizzata sul telaio dell'autocarro ZIL-157 e dotata di sistema di regolazione della pressione degli pneumatici. La produzione in grandi numeri cominciò nel 1955.
  - BTR-152D: Versione identica alla BTR-152A ma realizzata su scafo della BTR-152V e prodotta a partire dal 1955.
  - BTR-152V1:Versione dotata di sistemi di visione notturna e di un sistema della regolazione della pressione degli pneumatici migliorato. Prodotta a partire dal 1957.
  - BTR-152V2: Designazione che identificava le BTR-152 portate allo standard V1.
  - BTR-152V3: Sigla utilizzata per le BTR-152V portate allo standard BTR-152V1.
  - BTR-152U: Veicolo comando realizzato su scafo BTR-152V1.
  - BTR-152E: Sigla adottata per le BTR-152V1equipaggiate come la BTR-152A.
- BTR-E152V: Versione sperimentale realizzata nel 1957. Su questo mezzo l'assale centrale venne spostato verso il centro del veicolo in modo da migliorare le prestazioni nella marcia fuoristrada..
- BTR-152K: Versione dotata di tetto corazzato. Il peso del veicolo era ora di 9 tonnellate e capacità di trasporto ridotte a 13 soldati più i due membri dell'equipaggio.
- BTR-152 TCM-20: Versione israeliana del mezzo. Armata con una coppia di cannoni da 20 mm montati in una torretta TCM-20.
- Type 56: Versione prodotta in Cina della BTR-152